# Corynactis californica

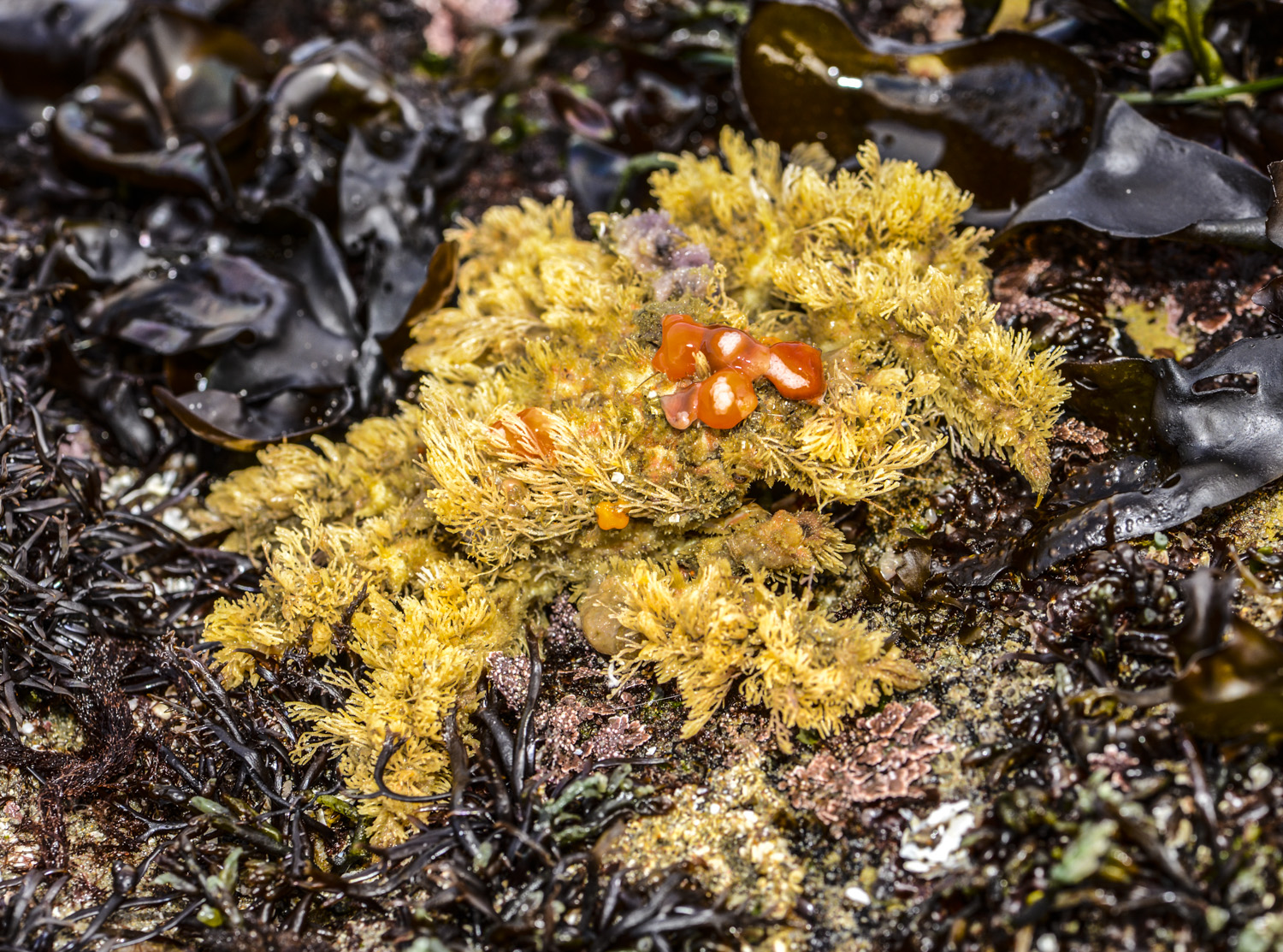
Pequeñas anémonas fresa roja que crecen en el lomo de un Cangrejo

Corynactis californica es un anthozoa corallimorpharia colonial de colores brillantes. A diferencia de la verdadera anémona de mar del Atlántico, Actinia fragacea, que lleva el mismo nombre común, anémona fresa, esta especie es miembro del orden Corallimorpharia, y es el único miembro encontrado en la costa oeste de América del Norte. Otros nombres comunes incluyen anémona con punta de maza y corallimorfariano de fresa. La anémona puede vivir hasta al menos 50 metros (54,7 yd) de profundidad en paredes de roca verticales y en el fondo de bosques de algas. Se sabe que alfombra el fondo de algunas áreas, como el Río Campbell en Columbia Británica y la Bahía de Monterey en California .

## Descripción
La anémona fresa no crece más de 2,5 centímetros (1 plg). La anémona puede ser roja, rosada, morada, marrón, amarilla o completamente blanca. Poseen tentáculos blancos o transparentes con puntas bulbosas. La anémona fresa se parece a la anémona de mar en que carece de un esqueleto calcáreo, pero está más relacionada con los Scleractinia en que carece de músculos basilares. Esta especie carece de simbiontes fotosintéticos.
Se sabe que la anémona fresa se reproduce tanto sexual como asexualmente, y la reproducción asexual se utiliza para cubrir más terreno disponible. La Se sabe que la anémona ataca a otras especies de anémona de mar y coral con las que compite, para apoderarse de las áreas dejadas por los ocupantes anteriores. Atacan con  toxinas transmitidas a través de contacto prolongado. El mismo método se utiliza en defensa propia y en el consumo de alimentos.

### Reproducción
La anémona fresa puede reproducirse tanto sexual como asexualmente mediante fisión y gemación. Es dioico y produce cadenas de óvulos y quistes testiculares en sincronización a través de todos los pólipos en un clon. Los gametos se almacenan en la mesoglea, en la cavidad gastrovascular. Por lo general, se producen en un ciclo anual entre agosto y noviembre y se reproducen desde finales de noviembre hasta mediados de diciembre. Los gametos se liberan en el agua circundante, donde forman embriones que se convierten en larvas de planctonic en 2 a 3 días.

### Comportamiento
Se ha demostrado que la anémona fresa ataca a especies competidoras de anémona de mar y coral cuando está en contacto prolongado con ellos. Los ataques se llevan a cabo después de un contacto prolongado entre los tentáculos de la anémona fresa y especies rivales . El ataque se realiza mediante la liberación de sus mesenterios (Mesenterio (zoología)) y uniendo sus filamentos mesentéricos, hilos blancos delgados que contienen enzimas y toxinas, con las especies rivales. Con un contacto prolongado, pueden matar estas especies y reproducirse asexualmente para ocupar el espacio que queda. Sin embargo, la anémona fresa no ataca a otros miembros de su propia especie, un rasgo único entre las especies de anémona circundantes.
La anémona fresa también utilizó sus filamentos mesenteriales por otras razones, incluida la ayuda en el consumo de presas más grandes o como mecanismo de autodefensa contra depredadores como Dermasterias imbricata.

## Hábitat
Los estudios realizados sobre Corynactis californica sugieren que la anémona crece bien bajo las copas de las macroalgas en lugar de fuera de ellas. Especies de macroalgas en las que vive la anémona fresa debajo se incluyen Macrocystis pyrifera y Eisenia arborea. Eisenia arborea puede ayudar a la anémona a proteger las larvas planctónicas y dirigir las partículas de alimento a los pólipos.